# فاراها
فاراها أو ڤراه (السنسكريتية: वराह، Varāha، "خنزير") هو أڤاتار على شكل خنزير للإله الهندوسي فيشنو. تم إدراج فاراها عمومًا في المرتبة الثالثة في داشافاتارا، الأفاتارات العشر الرئيسة لفيشنو. فاراها هو خنزير بالكامل أو في شكل مجسم، برأس خنزير وجسم بشري. قرينته بهومي، إلهة الأرض.
أخرج فاراها إلهة الأرض بهومي من المحيط الكوني بعد أن خطفها الشيطان هيرانياكشا وأخفاها في المياه البدئية، حيث ظهر فيشنو في صورة فاراها لإنقاذها. قتل فاراها هيرانياكشا واستعاد إلهة الأرض من المحيط الكوني ورفعها على أنيابه وأعادها إلى مكانها في الكون.